# Micomeseng
Micomeseng é uma cidade da Guiné Equatorial localizada na província de Kie Ntem, no norte da Região Continental, próxima a fronteira com Camarões.